# Pauhkutanbergrivier
Pauhkutanbergrivier (Zweeds – Fins: Pauhkutanovinjoki) is een rivier annex beek, die stroomt in de Zweedse  gemeente Kiruna. De rivier ontstaat als bergbeken op de hellingen van de Grote Pauhkutanberg. de Kleine Pauhkutanberg en de Jovnnasgielas. Ze stroomt naar het oosten en geeft haar water af aan de Vuokkasrivier. Ze is circa zeven kilometer lang.
Afwatering: Pauhkutanbergrivier → Vuokkasrivier →  Könkämärivier →  Muonio → Torne → Botnische Golf